# Xã Caledonia, Quận Houston, Minnesota
Xã Caledonia (tiếng Anh: Caledonia Township) là một xã thuộc quận Houston, tiểu bang Minnesota, Hoa Kỳ. Năm 2010, dân số của xã này là 641 người.